# Stibadium astigmatosum
Stibadium astigmatosum är en fjärilsart som beskrevs av Dyar 1921. Stibadium astigmatosum ingår i släktet Stibadium och familjen nattflyn. Inga underarter finns listade i Catalogue of Life.